# UFC Fight Night: Condit vs. Kampmann 2
UFC Fight Night: Condit vs. Kampmann 2 (también conocido como UFC Fight Night 27) fue un evento de artes marciales mixtas celebrado por Ultimate Fighting Championship el 28 de agosto de 2013 en el Bankers Life Fieldhouse en Indianapolis, Indiana.

## Historia
El evento principal contó con la revancha entre Martin Kampmann, y el ex campeón interino de peso wélter de UFC y ex Campeón de Peso Wélter de WEC Carlos Condit. En su primer encuentro en UFC Fight Night 18 en el 2009, Kampmann derrotó a Condit (quien hizo su debut) por decisión dividida.
Paulo Thiago se esperaba enfrentar a Kelvin Gastelum en el evento. Sin embargo, Thiago se retiró de la pelea alegando una lesión en la rodilla y fue reemplazado por Brian Melancon.
Sarah Kaufman se esperaba enfrentar a Sara McMann en el evento. Sin embargo, McMann se retiró de la pelea por motivos personales no revelados. Como resultado, Kaufmann fue retirada del evento.

## Resultados
1. ↑  Trujillo conecto un rodillazo ilegal intencional que dejo a Bowling incapaz de continuar.

## Premios extra
Cada peleador recibió un bono de $50,000.
- Pelea de la Noche: Carlos Condit vs. Martin Kampmann
- KO de la Noche: Brandon Thatch
- Sumisión de la Noche: Zak Cummings